# Moncton Coliseum
El Coliseo de Moncton (en inglés: Moncton Coliseum; en francés: Colisée de Moncton) es una instalación de usos múltiples, ubicado en Moncton, Nuevo Brunswick, al este de Canadá. La capacidad del pabellón es de 7200 personas (6554 sentadas), y es usado principalmente para el hockey sobre hielo y baloncesto.
El complejo deportivo donde está ubicado el Moncton Coliseum constituye la mayor instalación deportiva de las Provincias atlánticas de Canadá.
En la actualidad es la sede de los Moncton Wildcats, de la QMJHL y de los Moncton Magic de la Liga Nacional de Baloncesto de Canadá.
La arena ha sido sede de varios eventos grandes, incluyendo el Memorial Cup 2006 , la Copa de la Universidad de la CEI en 2007 y 2008, y el Campeonato de Curling de 2009. Juegos de hockey se llevan a cabo de forma rutinaria en las instalaciones cada año. Los New York Islanders de la NHL realizan sus trabajos de pretemporada en esta instalación.